# Pieter Roelf Bos

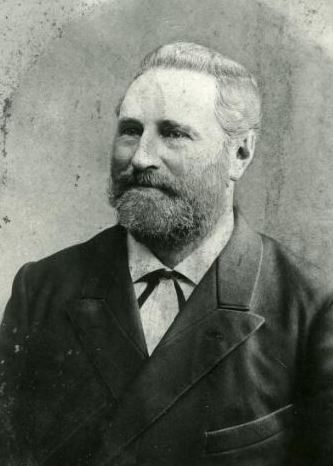

Pieter Roelf (of Roelof) Bos (Groningen, 19 februari 1847 - aldaar, 22 juni 1902) was een onderwijzer eerst in het lager onderwijs en later, als leraar aardrijkskunde, aan de hbs. Onder zijn leiding zijn de eerste bosatlassen uitgegeven. Hij was de broer van Hemmo en Jan Ritzema Bos, die beiden hoogleraar waren in Wageningen.

## Biografie
Als zoon van een onderwijzer ging Pieter naar de kweekschool in Groningen. Daar haalde hij de akten Nederlands en aardrijkskunde. Aardrijkskunde was een nieuw vak en alle schoolboeken moesten nog geschreven worden. In opdracht van uitgever Wolters schreef 'meester' Bos een groot aantal schoolboeken en atlassen. Daarnaast tekende hij schoolplaten. Zijn eerste Schoolatlas der geheele aarde verscheen in 1877. Bos overleed in 1902, het jaar van de 15e druk.

## Succes
Een van de redenen dat de atlas een succes werd, is het feit dat hij relatief weinig informatie op de kaarten plaatste. Zijn motto was van Alexander von Humboldt: Nur leer scheinende Karten prägen sich dem Gedächtnisse ein. (Alleen kaarten die leeg lijken, prenten zich in het geheugen.) Nederland anno 1877 kende volgens de kaart dan ook weinig plaatsen, hoewel zijn Groningen volgens de kaart een der dichtstbevolkte provincies leek.

## Trivia
- Bos zelf was geen groot reiziger, de enige bekende buitenlandse reis was een korte trip naar Parijs. Het verhaal gaat dat uitgever Wolters hem, voor zijn 25-jarig jubileum, een reis naar Indië had aangeboden. Toen was geen cocktail beschikbaar tegen de vele tropische ziektes aldaar, maar het was in die jaren zeer gebruikelijk om preventief de blindedarm te laten verwijderen; daar kon je dan geen last meer van krijgen. Bos stierf op de operatietafel. Wolters had dus indirect meegewerkt aan het om zeep helpen van zijn succesvolste auteur[2]. Noordhoff Uitgevers stelt echter dat dit een broodjeaapverhaal is en dat Bos in 1902 aan een virusinfectie is overleden.[3]
- Terwijl Pieter Roelf Bos zijn atlassen liet uitbrengen bij uitgeverij Wolters, verscheen van ene Roelf Bos (1849-1922, geen familie van P.R. Bos, maar wel een plaatsgenoot) een serie atlassen bij de concurrerende uitgeverij Noordhoff, die bekend staan als de Bos-Zeeman-atlassen. Wolters was er niet van gediend dat er bij Noordhoff ook een atlas verscheen waaraan de naam "Bos" was gekoppeld, terwijl dit toch een andere Bos was. Bij de fusie van de beide uitgeverijen tot Wolters-Noordhoff liet men uiteindelijk de reeks Bos-Zeeman-atlas vallen en bij de nieuwe uitgeverij verscheen in 1973 zodoende de 40ste en laatste  editie.[4]

## Publicaties[5]
- Leerboek der Aardrijkskunde (1875)
- Beknopt leerboek der Aardrijkskunde (1876)
- Bos' Schoolatlas der geheele aarde (1877)
- Aardrijkskunde voor de volksschool (1878)
- De plaats der aardrijkskunde in het systeem der wetenschappen (1878)
- De Globe, Aardrijkskundig schetsboek voor school en huis  (1880)
- De landen en volken der aarde. Handboek voor land- en volkenkunde (1885)

- Bibliothèque nationale de France: cb150000763 (data)
- Biografisch Portaal: 40433265
- Digitale Bibliotheek voor de Nederlandse Letteren: bos_019
- Gemeinsame Normdatei: 11898876X
- International Standard Name Identifier: 0000 0003 6263 2938
- Library of Congress Control Number: no2013049273
- Nationale Bibliotheek van Tsjechië: xx0305141
- Nationale Bibliotheek van Israël: 987007410280405171
- Nederlandse Thesaurus van Auteursnamen: 068561989
- Virtual International Authority File: 225097563
- WorldCat: E39PBJpPCr9XYfj4dR6T8bgBT3